# Jean Dugain
Jean Dugain, (Saint-Denis, 23 de febrero de 1717 - 1787?), fue uno de los más célebres cazadores de esclavos activos en la isla de La Reunión  en el transcurso del siglo XVIII mientras aún era colonia francesa en el Océano Índico, y se la conocía con el nombre de Isla Bourbon. 

## Biografía
Como tal, recorrió numerosos territorios aún no explorados y se convirtió en una referencia en la materia para las autoridades insulares, quienes no vacilaban en enviarlo a diversas misiones de reconocimiento.
Así fue el primer hombre blanco en asistir a una erupción volcánica del Piton de la Fournaise (el volcán activo de la isla de La Reunión) sobre l'Énclos Fouqué, la última caldera formada por el volcán. Por otra parte, pudo ser también el primer colono en alcanzar la cima del Piton des Neiges, la cumbre montañosa más alta de la isla (3.070 m), o al menos haberla frecuentado con regularidad.
Tuvo un hijo al cual le otorgó su nombre, vivió como ermitaño durante trece años en sitios alejados de la colonia, y colaboró en el viaje de Jean-Baptiste Bory de Saint Vincent a comienzos del siglo XVIII. Su nombre le ha sido puesto a varias entidades naturales pertenecientes a la geografía de la isla, en particular a un pequeño volcán de la Plaine des Cafres, y a una diminuta localidad habitada de la Sainte-Suzanne,también a una cueva de difícil acceso y a un curso de agua actualmente desaparecido de los mapas.